# Dicoh Mariam
Dicoh Mariam (Abiyán, 1944 – Abiyán, 5 de junio de 2024) fue una química marfileña. Fue la primera mujer química en Costa de Marfil, y su imagen se encuentra en la moneda de 25 franco CFA sosteniendo una bureta.

## Biografía
Nacida en Abiyán en 1944, Mariam obtuvo su Certificat d'études primaires a principios de los años 60. Decidió continuar sus estudios secundarios en una época en la que la mayoría de las mujeres no completaban sus estudios para convertirse en parteras o secretarias. Fue una de las dos únicas mujeres en sus clases de secundaria y contó con el apoyo de sus padres para finalizar sus estudios.
Mariam apareció en el canal de Guillaume Soro en YouTube y explicó el origen de la fotografía que la llevó a ser grabada en la moneda de 25 francos CFA. Uno de sus amigos tomó la foto en el laboratorio de Mariam, que apareció en la revista 10 ans de progrès après l’indépendance en la década de 1970. La fotografía luego terminó en manos del Banco Central de los Estados de África Occidental. Su amigo Léonard Kalmogo, quien era Ministro de Finanzas de Alto Volta, la llamó para informarle sobre la aparición de su imagen en la moneda.
Mariam también se convirtió en propietaria de un restaurante llamado Gorge d'Or. Hasta 2015, no había recibido ninguna compensación del Banco Central de los Estados de África Occidental. Uno de sus hijos, fr, se convirtió en director general del United Bank for Africa para Senegal durante tres años.
Dicoh Mariam falleció el 5 de junio de 2024.